# الرحالة المغامرون
الرحّالة المُغامرون مُسلسل رسوم مُتحركة صيني عُرض لأوّل مرّة في عام 1998 ولازال مُستمر . تمّت دبلجة المُسلسل للغة العربية بواسطة استديوهات الشام الدولية .